# استحواذ ثقافي
الاستيلاء الثقافي، أو الاستحواذ الثقافي، هو تبني عناصر ثقافة معينة من قبل أعضاء ثقافة أخرى. هذه الممارسة يمكن أن تكون مثيرة للجدل عندما يستحوذ أعضاء ثقافة مهيمنة على عناصر من ثقافات الأقليات.
يعتبر الاستيلاء الثقافي ضارًا من قِبل البعض، ويمثل انتهاكًا لثقافات الأقليات، ولا سيما الثقافات الأصلية وتلك التي تعيش تحت الحكم الاستعماري. غالبًا ما يتعذر تجنبه عندما تلتقي ثقافات متعددة، ويمكن أن يشمل الاستيلاء الثقافي استخدام التقاليد الثقافية والدينية الخاصة بالثقافات الأخرى والأزياء والرموز واللغة والموسيقى.
وفقًا لمنتقدي هذه الممارسة، يختلف الاستيلاء الثقافي عن التثاقف أو الاستيعاب الثقافي أو التبادل الثقافي من حيث أن هذا الاستيلاء هو شكل من أشكال الاستعمار: أي يتم نسخ العناصر الثقافية من ثقافة الأقلية من قبل أفراد من الثقافة السائدة، ويتم استخدام هذه العناصر خارج سياقها الثقافي الأصلي — أحيانًا حتى ضد الرغبات المعلنة صراحة لأعضاء الثقافة الأصلية.
غالبًا ما يتم فقدان أو تشويه المعنى الأصلي لهذه العناصر الثقافية، وغالبًا ما ينظر إلى ذلك على أنه فعل غير محترم، أو حتى كشكل من أشكال التدنيس، من قبل أعضاء الثقافة الأصلية. العناصر الثقافية التي قد يكون لها معنى عميق للثقافة الأصلية يمكن اختزالها إلى أزياء أو ألعاب عادية من قبل أولئك من الثقافة السائدة. يجادل الأكاديمي والموسيقي والصحافي الأمريكي من أصل أفريقي جريج تيت بأن الاستحواذ الثقافي في الواقع ينفر من يتم استنباط ثقافتهم.
تم انتقاد مفهوم الاستيلاء الثقافي على نطاق واسع. يلاحظ بعض الكتاب حول هذا الموضوع أن المفهوم غالبًا ما يساء فهمه أو يساء استخدامه من قبل عامة الناس، وأن الاتهامات بـ«الاستيلاء الثقافي» يتم تطبيقها في بعض الأحيان على مواقف غير مناسبة مثل تناول الطعام من مجموعة متنوعة من الثقافات، أو التعلم عن الثقافات المختلفة. يعتقد المعلقون الذين ينتقدون هذا المفهوم أن فعل الاستحواذ الثقافي لا يشكل ضررًا اجتماعيًا بشكل ذي معنى، أو أن المصطلح يفتقر إلى التماسك. يجادل آخرون بأن المصطلح يضع قيودًا تعسفية على الحرية الفكرية والتعبير عن الذات للفنانين، ويعزز الانقسامات الجماعية، أو في حد ذاته يعزز الشعور بالعداء أو التظلم، بدلاً من التحرر.

## نظرة عامة

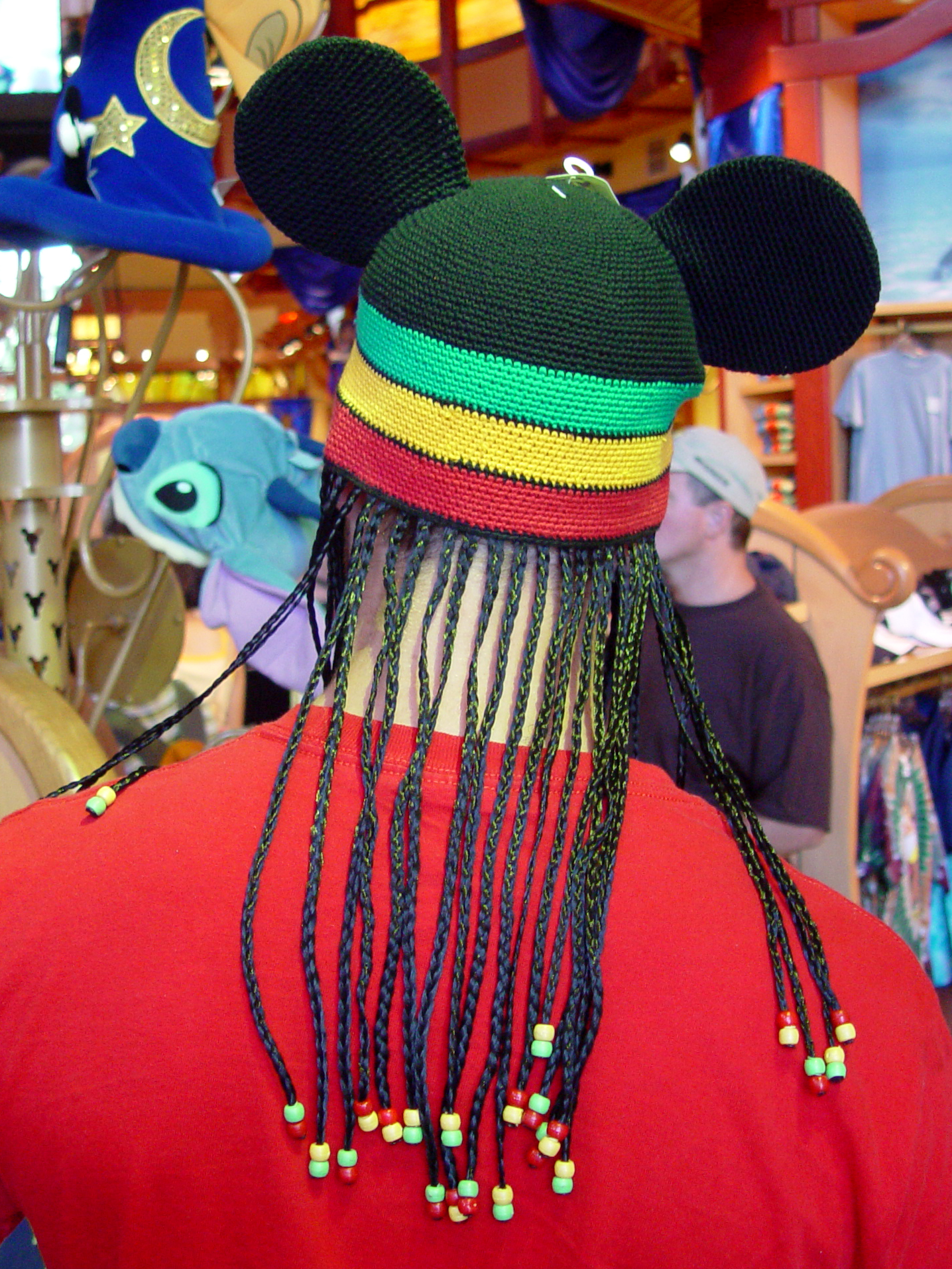
قبعة تخلط بين ميكي ماوس والراستا

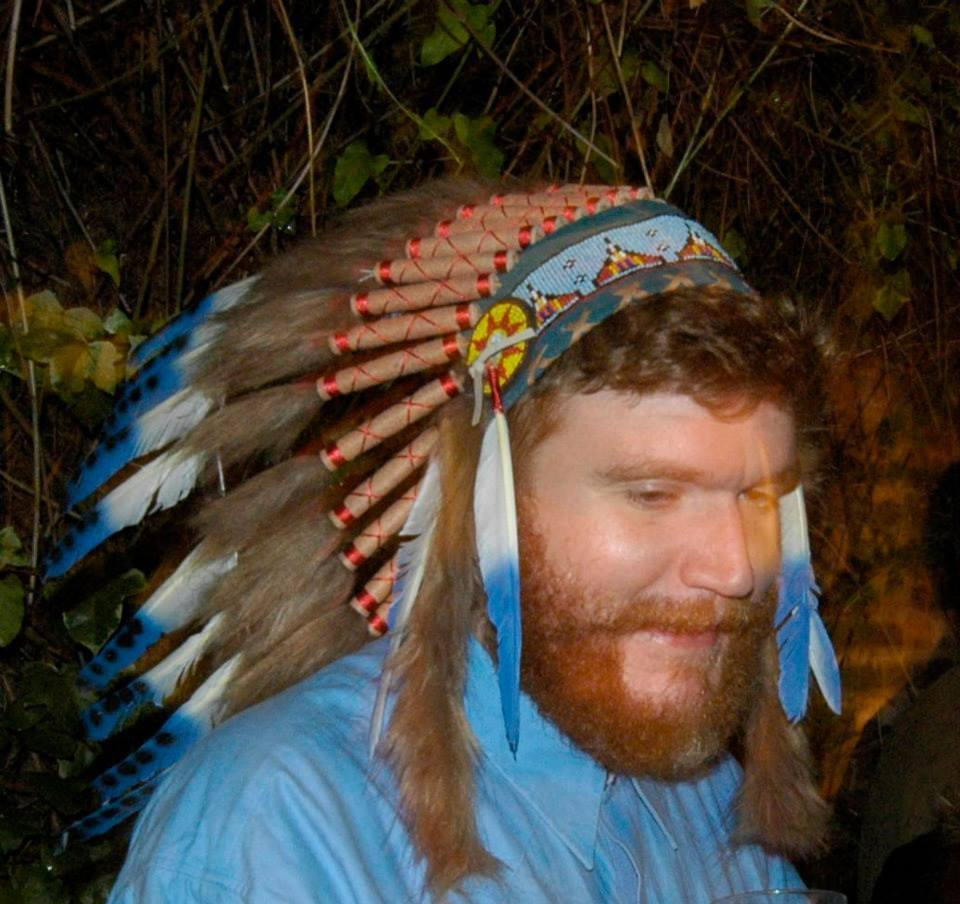
عادة ما يُستشهد بارتداء قلنسوة حرب الأمريكيين الأصليين "كملحق للأزياء" (خاصة عندما يتم ذلك من قِبل شخص غير أمريكي أصلي) كمثال على الاستيلاء الثقافي.

يمكن أن يكون لمصطلح الاستيلاء الثقافي تداعيات سلبية. ويقوم المحافظون ثقافيًا بتطبيقه عندما تكون الثقافة المستهدفة هي ثقافة أقلية أو تابعة إلى حد ما فيما يتعلق بالحالة السياسية أو الاقتصادية أو العسكرية للثقافة التي تقوم بالاستيلاء، أو عندما تكون هناك أمور أخرى مضمنة في الأمر، مثل تاريخ الصراع الإثني أو العرقي بين مجموعتين. وهناك مصطلح محايد بشكل أكثر وهو الاستيعاب الثقافي الذي لا ينطوي على اللوم.
وقد أوضح عالم الثقافات والأعراق جورج ليبسيتز هذا المفهوم للاستيلاء الثقافي من خلال مصطلحه الإبداعي «مكافحة الجوهرية الإستراتيجية». ويتم تعريف مكافحة الجوهرية الإستراتيجية على أنها الاستخدام المحسوب للأشكال الثقافية، التي لا تنتمي إليك، من أجل التعبير عن نفسك أو عن مجموعتك. ويمكن النظر إلى مكافحة الجوهرية الإستراتيجية في ثقافات الأقلية وثقافات الأغلبية على حد سواء، ولا تقتصر على استيلاء نوع من هذه الثقافات من النوع الآخر فقط. ومع ذلك، كما يقول ليبسيتز، عندما تحاول ثقافة الأغلبية تنفيذ المكافحة الجوهرية الإستراتيجية لذاتها من خلال الاستيلاء من ثقافة الأقلية، يجب أن تتوخي تلك الثقافة الحذر من أجل إدراك الظروف والمعاني الاجتماعية والتاريخية الخاصة بهذه الأشكال الثقافية من أجل عدم إدامة علاقات القوة غير المتساوية الموجودة بالفعل، من خلال الأغلبية ضد الأقلية.
ويمكن تعريف الاستيلاء الثقافي بشكل مختلف في الثقافات المختلفة. في حين أن الأكاديميين في دولة مثل الولايات المتحدة، حيث كانت الديناميكيات العرقية سببًا للتقسيم الثقافي، ينظرون إلى العديد من حالات التواصل بين الثقافات على أنه استيلاء ثقافي، يمكن أن تشير دول أخرى إلى مثل هذا النوع من التواصل على أنه تأثير قدر الصهر.
كما يتم النظر كذلك إلى الاستيلاء الثقافي على أنه أحد مواقع المقاومة للمجتمع المسيطر عندما يأخذ أعضاء مجموعة مهمشة بعض أوجه الثقافة المسيطرة ويقومون بتعديلها من أجل تأكيد قوتهم ومقاومتهم. ويظهر ذلك في رواية كريك كراك، أيها القرد (Crick Crack, Monkey) التي كتبها ميرل هودج عندما يقوم الشعب المستعمر بالاستيلاء على ثقافة المستعمرين. ومن الأمثلة التاريخية الأخرى ثقافة المود في المملكة المتحدة في الستينيات من القرن العشرين، التي تمثلت في قيام الشباب من الطبقة العاملة بالاستيلاء على الملابس المصممة بشكل رائع للطبقة المتوسطة العالية، وبالغوا فيها.

## الحجج المؤيدة
نظر مقال جوستين بريت جيبسون الذي نشره في صحيفة واشنطن بوست في موضوع استيلاء الإيطاليين على ثقافة جامايكا والثقافات الأخرى من خلال الأمريكيين من أصل إفريقي كعلامة على التطور:

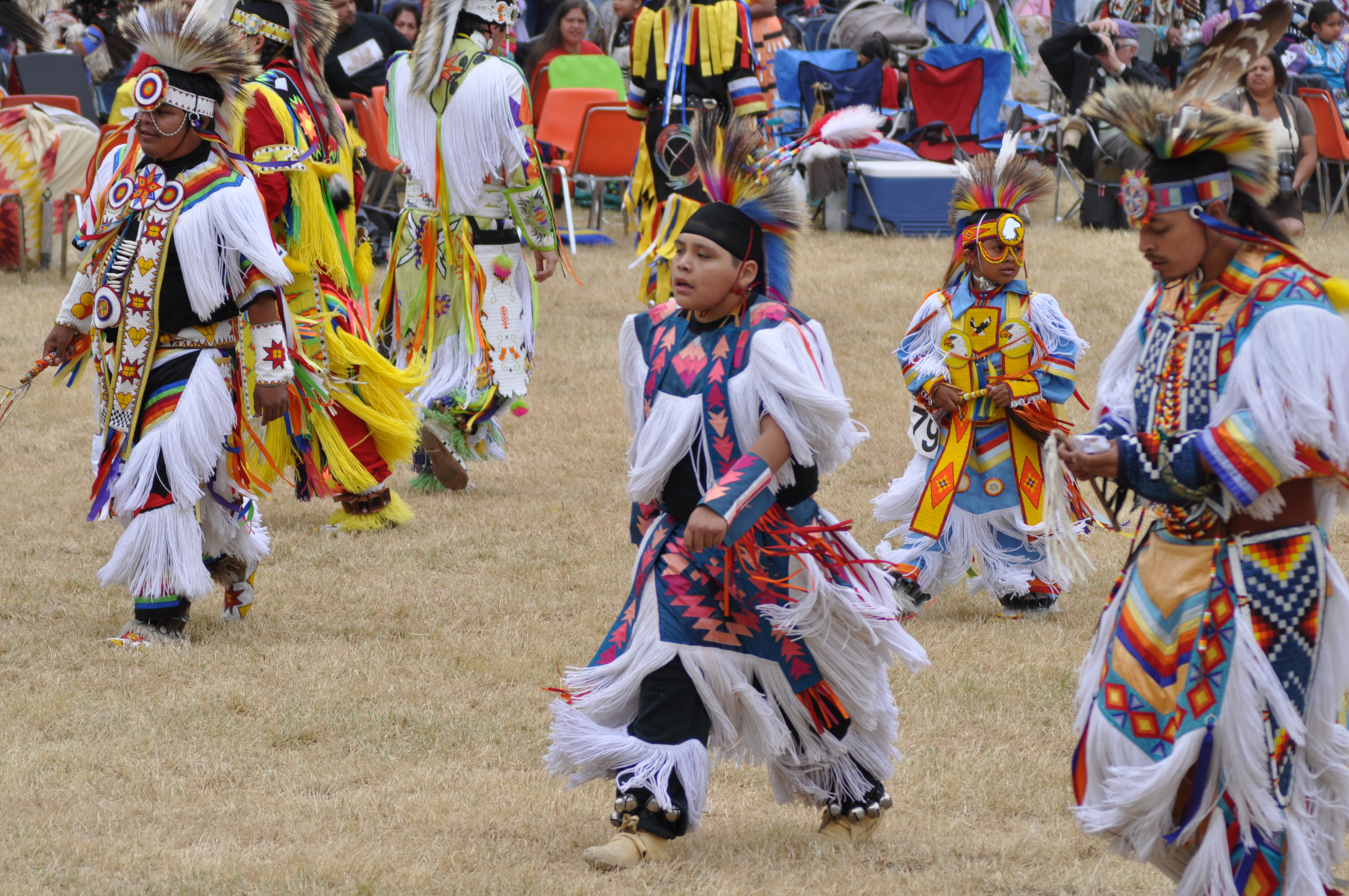
يتم اعتبار فكرة استخدام رموز تقليدية أو مقدسة معينة (مثل تلك الخاصة بالسكان الأصليين، والتي تظهر هنا في باو واو) لأغراض الجماليات من خلال البعض على أنها استيلاء ثقافي.

حشود من الإيطاليين مجدولي الشعر يدخنون سيجارة مخدرة ويشربون الجعة ويتراقصون على أنغام بوب مارلي واستيل بالس وغيرها من رموز موسيقي الريغي. الأكثر إثارة كان درجة الأريحية التي كان يظهر عليها هؤلاء الإيطاليون في أحذيتهم التي قاموا بالاستيلاء عليها، مع تبني ثقافة أجنبية، والتظاهر بأنها ثقافتهم بشكل أو بآخر. وقد أكد هذا المشهد على شعوري إلى ما وصلنا إليه منذ الأيام التي كان الناس يرتدون فيها الملابس ويتحدثون ويحتفلون فقط بالطريقة التي تنبع من خلفياتهم فقط. للمرة الأولى في حياتي، كنت على دراية كافية بالمفهوم الروحاني بأننا كلنا جميعًا كيان واحد.

ولم يغادرني هذا الشعور. ففي كل اتجاه أنظر إليه، أجد شبابًا، مثل أخوايا الصغار، فالأول عمره 11 عامًا ويعشق الأنمي الياباني والآخر عمره 21 عامًا ويعشق ممارسة الباستيل بولو، حيث يقومان بتبني الهوايات والمواقف التي لا تنتمي إلى الثقافة التي تربوا عليها. في الشهر الماضي، أثناء انتظاري لحلاقة شعري في صالون حلاقة على الطريقة الإفريقية المعتمدة، لاحظت وجود أخ في أواخر أيام مراهقته يجلس، وعيناه مغلقتان، أثناء قيام الحلاق بقص شعره بطريقة «الفروهوك»، وهي التعديل الذي ابتدعه صغار السن من الشباب الأمريكيين من أصل إفريقي على طريقة الموهوك. وعندما سأل هذا الشاب عن السبب وراء اختيار هذا القصة، هز كتفيه بدون أن يرفع رأس وقال «إنها شيء مختلف». وعلى الفور، فهمت. وبعد عدة دقائق، أصبحت قصته «المختلفة» تلك القصة الجديدة التي اخترتها.
مايكل لازاروس، من أصول أمريكية، في مقالة الإجراءات المضادة للعنصرية تأخذ الثقافة بعيدًا عن الرياضات (Anti-racist Measures Take Culture Away From Sports) الذي نشر من خلال لويل أوبزيرفر، كتب أن استخدام الرمز العرقي من خلال فريق رياضي يعد إجراء تقدميًا وتحرريًا يمكن استخدامه من خلال ثقافة ما لتبني التاريخ بدلاً من الاختفاء منه.

## أمثلة

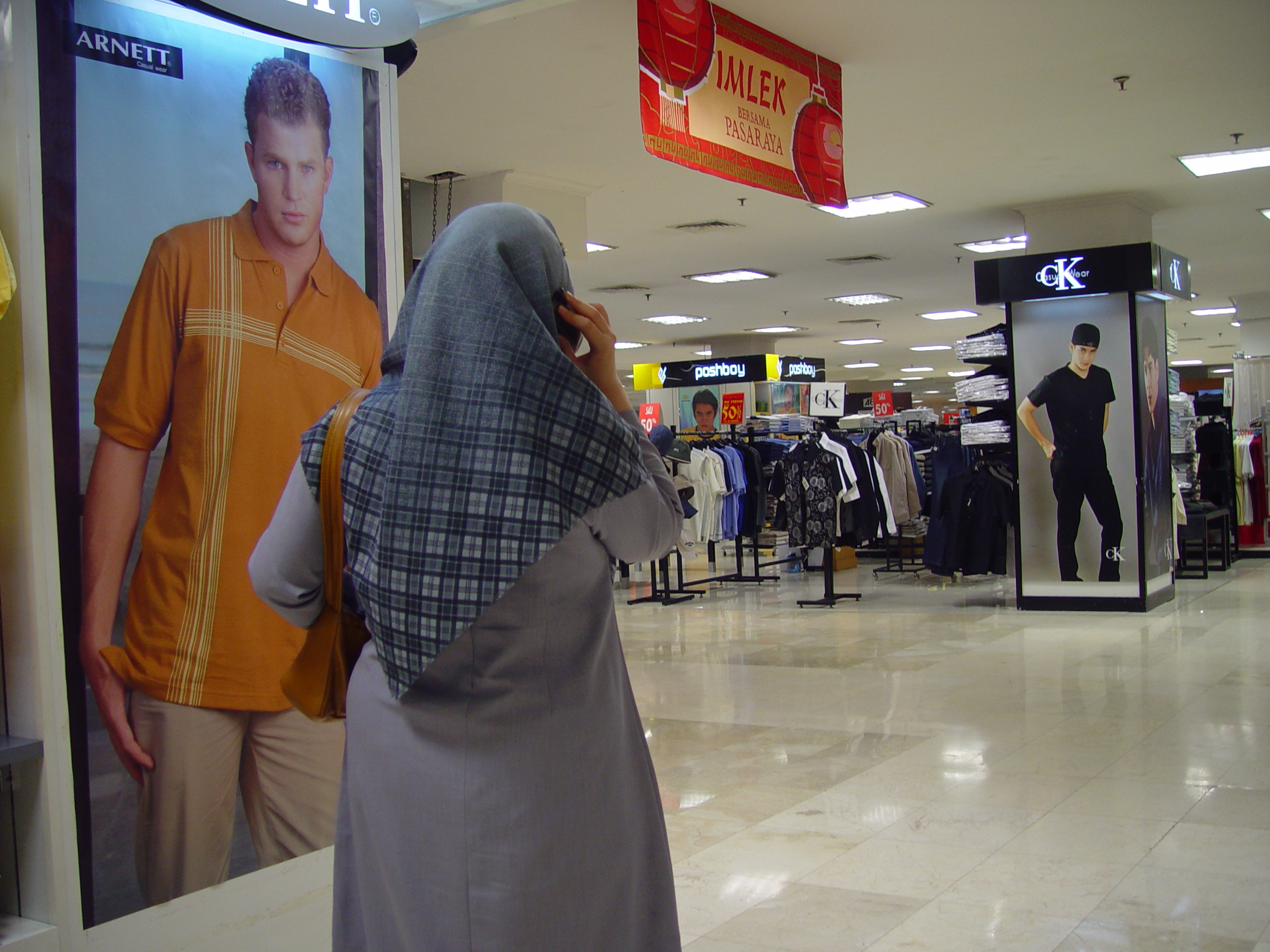
مركز تجاري في جاكرتا، اندونيسيا.

من الأشكال العامة للاستيلاء الثقافي تبني دراسة الأيقونات الخاصة بالثقافات الأخرى. تشتمل الأمثلة على استخدام الفرق الرياضية لأسماء قبلية من قبائل الأمريكيين الأصليين، وارتداء الحلي التي تحمل الرموز الدينية مثل الصليب المسيحي بدون أي اعتقاد إيماني، والاستيلاء على تاريخ الثقافات الأخرى مثل وشم أيقونات القبائل البولنيزية أو المقاطع الصينية أو الأربطة السلتية التي يرتديها الأشخاص الذين لا يهتمون بأهميتها الثقافية الأصلية أو لا يفهمونها. عندما يتم النظر إلى هذه المصنوعات على أنها مجرد أشياء «يبدو شكلها جميلاً» أو عندما يتم إنتاجها بشكل شامل وبأسعار رخيصة لتكون قطعًا من الفن الهابط المنتشر بين المستهلكين، يمكن أن يشعر الأشخاص الذين يبجلون التقاليد الثقافية الخاصة بالسكان الأصليين بالضرر. وفي أستراليا، ناقش الفنانون من السكان الأصليين وضع «علامة تجارية للأصالة» لضمان وعي المستهلكين بالأعمال الفنية التي تدعي أهميتها المزيفة وارتباطها غير الحقيقي بالسكان الأصليين. وقد حازت الحركة المرتبطة بهذا الإجراء على قوة دفع بعد إدانة جون أولوغلين في عام 1999 ببيع الأعمال التي توصف على أنها تخص السكان الأصليين بشكل خادع إلا أنها تكون مصنوعة على يد فنانين ليسوا من السكان الأصليين.

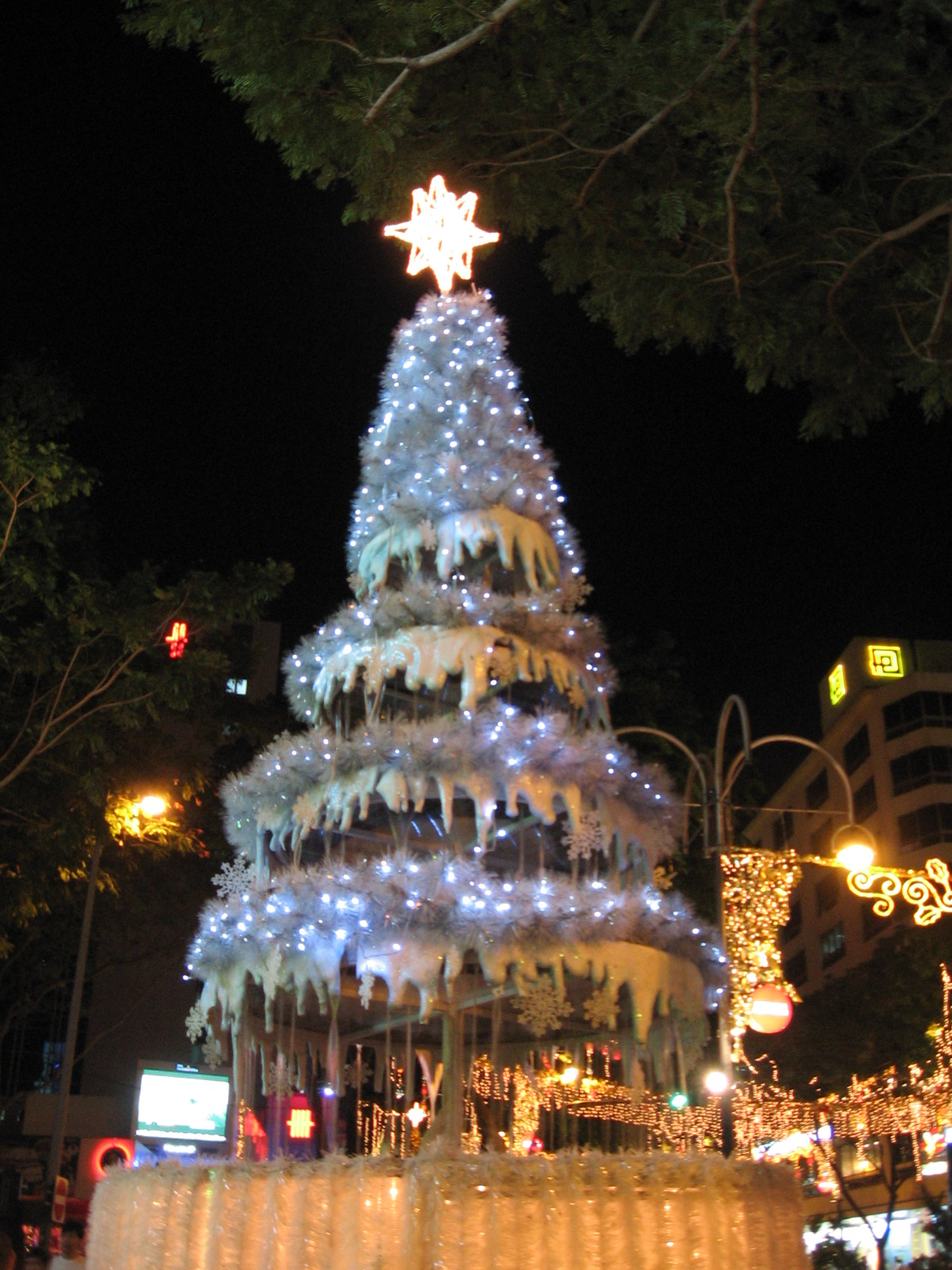
عيد الميلاد في مدينة استوائية.

وبشكل تاريخي، وقعت أشهر القضايا الساخنة للاستيلاء الثقافي في أماكن يكون التبادل الثقافي فيها في أعلى مستوياته، مثل المناطق الموجودة في مسارات التجارة في جنوب غرب آسيا وجنوب شرقي أوروبا. على سبيل المثال، يقول بعض علماء الدولة العثمانية ومصر القديمة إن التقاليد المعمارية العثمانية والمصرية تم ادعاء أنها إبداعات فارسية أو عربية، ويونانية رومانية على التوالي، وتوجيه المدح إليها بناءً على هذا الأساس لفترة طويلة. وهناك مثال أكثر وضوحًا وهو فرق موسيقى التروباسي النحاسية. ورغم أن هذا النوع من الموسيقى لا يتم عزفه إلا من خلال الغجر، الذين لا يعتبرون أنفسهم من الصرب، إلا أن العديد من الأشخاص من أصل صربي يرون أن ذلك النمط خاص بهم. وفي المقابل، عندما تبنت فرقة بانكرتي السلوفينية متوسطة المستوى نمط موسيقى البانك اللندنية المتخصصة في البطالة وغيرها من المشكلات الخاصة بالمملكة المتحدة، فقد ظهرت في يوغوسلافيا كنوع من الانتشار للثقافة البريطانية وتعديلها لتتوافق مع الواقع المحلي.
وبشكل تاريخي، كانت الثقافة الأمريكية الإفريقية هدفًا لقدر كبير من الاستيلاء الثقافي، خصوصًا عناصر الموسيقى والرقص واللغة العامية والملابس والسلوكيات. (انظر الوجه الأسود وجميل.) على سبيل المثال، يمكن النظر إلى فنانين مثل إمينيم، وهو أمريكي أبيض تبنى نمطًا موسيقيًا أمريكيًا إفريقيًا معاصرًا، من هذا المنطلق. وهناك مثال بارز على الاستيلاء الثقافي يتمثل في استخدام العناصر الواقعية أو التخيلية لثقافة الأمريكيين الأصليين من خلال المخيمات الصيفية في أمريكا الشمالية، وذلك من خلال منظمة مثل منظمة الكشافة الأمريكية (Boy Scouts of America) أو من خلال غورو العصر الجديد والتي يتاح بعض منها للبيع التجاري بالجملة، والأدوات التي يتم صنعها بطريقة وبأساليب العلاج التي كان يستخدمها الأمريكيون الأصليون (انظر الشامان البلاستيك). ويطلق أسماء قبائل السكان الأمريكيين الأصليين على العديد من المخيمات الصيفية والعديد من المجموعات المميزة عمريًا من القائمين على المخيمات في المخيمات الصيفية (مثل موهوك وسيمينول وما إلى ذلك)، وتشيع الخيام المخروطية في المعسكرات الصيفية على سبيل المثال. ويطلق على الكشافة من الصبية في جمعية الكرامة (honor society) اسم Order of the Arrow. وبنفس الطريقة، يدعي مؤلفون شهيرون ومدرسون لهم نمطهم الذاتي من غير السكان الأصليين في هونا أنهم يقومون بتدريس ممارسات ثقافية أصلية من بين السكان الأصليين، إلا أنه في الغالب تكون فكرة «هونا» ما هي إلا اصطناع مركب للمعتقدات الميتافيزيقية لعلم النفس الفرويدي والأفكار الحديثة والعصر الحديث. كما ظهر كذلك الجدل حول استخدام تعويذة الجني من خلال نادي بوسطن سلتكس لكرة السلة وفريق كرة القدم في جامعة نوتردام فايتنج آيريش. يرى بعض الأشخاص من أصول أيرلندية هذا الاستخدام على أنه نوع من أنواع الاستيلاء الثقافي وحتى العنصرية. ويظهر الجني في العديد من زخارف الميثولوجيا الكلتية، ويمكن اعتبار تقليل صورة هذا الكيان المتعلق بالميثولوجيا في شكل صور نمطية وكليشيهات على أنه أمر مسيء.[إخفاق التحقق] وهناك مصطلح عام بين الأيرلندين يشير إلى الشخص الذي يستولي أو يسيء استخدام الثقافة الأيرلندية، وهو بادي البلاستيكي.

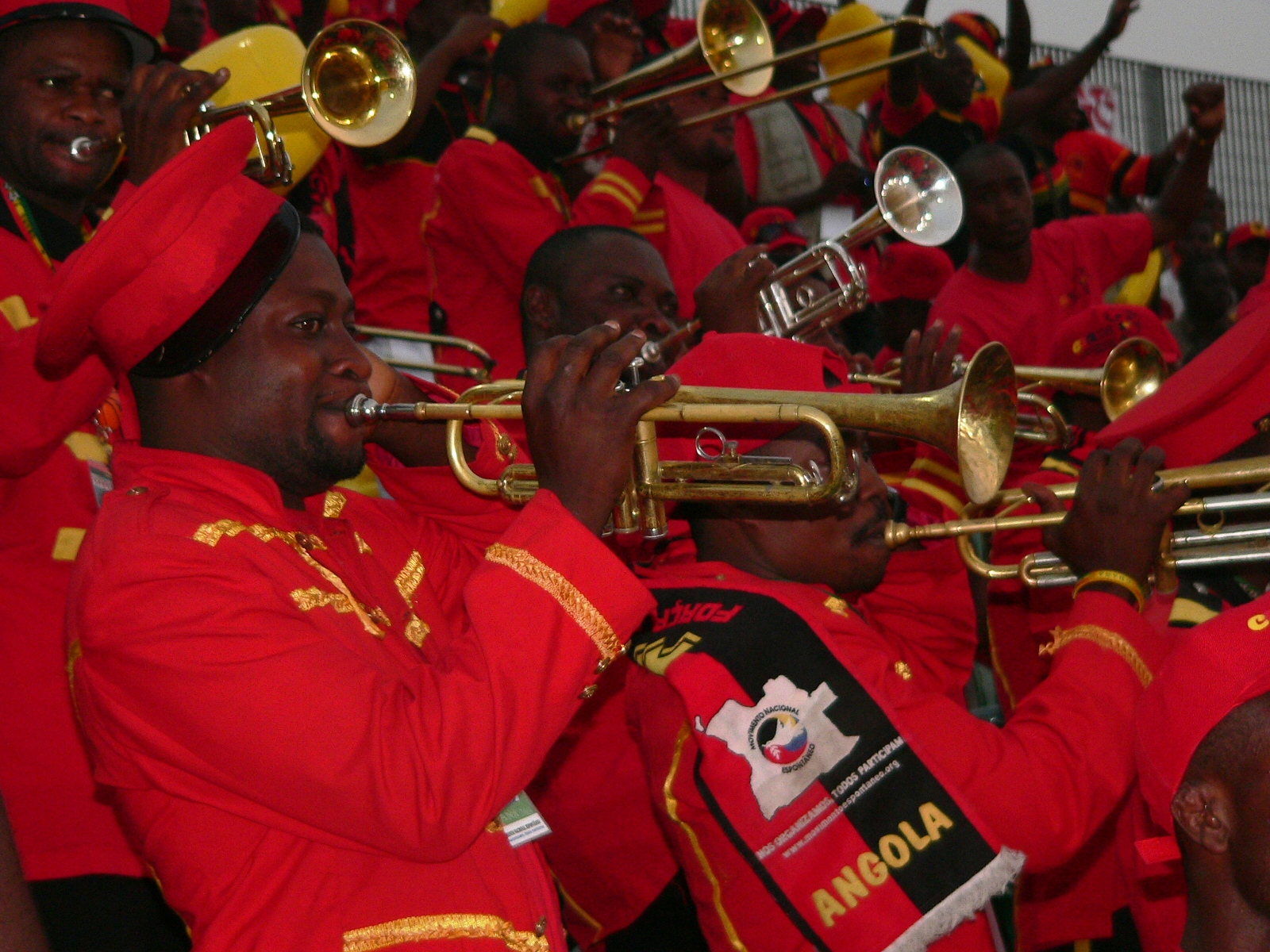
وطنيون أنغوليون في غانا يستخدمون أبواق ملونة من النوع الأوروبي.

في بعض الحالات، يمكن أن تصبح الثقافة التي غالبًا ما ينظر إليها على أنها هدف للاستيلاء الثقافي على أنها عميل للاستيلاء، خصوصًا بعد الاستعمار وبعد الفترات الطويلة من إعادة التنظيم لهذه الثقافة بموجب نظام الدولة القومية. على سبيل المثال، تم اتهام حكومة غانا بالاستيلاء الثقافي من خلال تبني يوم التحرر الكاريبي وتسويقه للسياح الأمريكيين من أصل إفريقي على أنه «احتفال إفريقي». يمكن اعتبار التزين البندي من قبل النساء من غير الهنديات استيلاءً ثقافيًا، ونفس الأمر يسري على استخدام الحناء في حفلات القرن كوسيلة من وسائل التزين خارج إطار الاحتفالات التقليدية.
وهناك مثال آخر من أمثلة الاستيلاء الثقافي تتمثل في بيع اليوجا كسلعة. فاليوجا ينظر إليها على أنها ممارسة مقدسة في التقاليد الهندية. في مختلف أرجاء العالم الغربي، يتم تسويق اليوجا على أنها ممارسات تدريبية من أجل اللياقة البدنية. وقد تم فقد قيمها، أو ممارساتها الروحانية، بشكل كبير من خلال بيعها كسلعة.

## الدراسة الأكاديمية
الاستحواذ الثقافي موضوع حديث من مواضيع الدراسة الأكاديمية. ظهر المصطلح في ثمانينيات القرن العشرين، في نقاشات تناولت المقالات النقدية ما بعد الاستعمارية للتوسعية الغربية، مع أن المفهوم قد بُحث فيه سابقًا، كما في «بعض الملاحظات العامة الخاصة بمشاكل الاستعمار الثقافي» من كتابة كينيث كوتس-سميث عام 1976.
استعمل المنظر في مجالي الثقافات والأعراق جورج ليبسيتز مصطلح «عكس-الماهوية الاستراتيجية» أو «عكس-الجوهرية الاستراتيجية» للإشارة إلى الاستعمال المتعمد لشكل ثقافي -غير الشكل الثقافي الخاص بالمرء- لتعريف المرء بنفسه أو بمجموعته، يمكن رؤية عكس-الماهوية الاستراتيجية في كل من ثقافات الأقليات وثقافات الأكثريات، وليست محدودة فقط باستغلال الآخر. ولكن ليبسيتز يجادل بأن ثقافة الأكثرية عندما تحاول عكس ماهيتها استراتيجيًّا بالاستحواذ على ثقافة أقلية ما، يكون عليها أن تعتني بشكل بالغ بالاعتراف بالظروف الاجتماعية التاريخية وأهمية هذه الأشكال الثقافية كي لا تمد في عمر علاقات عدم تساوي القوة الموجودة أصلًا بين الأكثرية والأقلية.

## أمثلة

### الفن والأدب والأيقونات والزينة
من الأمثلة الشائعة على الاستحواذ الثقافي تبني أيقونات ثقافة أخرى، واستخدامها لأهداف غير التي جُعلت لأجلها في الثقافة الأصلية أو حتى بطريقة مهينة لأعراف تلك الثقافة. من الأمثلة على ذلك استخدام الفرق الرياضية أسماء قبلية للسكان الأصليين أو استخدام صور مستوحاة من ثقافتهم ليرتديها «جالبو الحظ»، وارتداء مجوهرات أو أزياء برموز دينية كقبعة الحرب المريشة أو عجلة الطب أو الصليب دون أي إيمان بهذه الأديان، ونسخ الأيقونات من تاريخ ثقافة أخرى كارتداء الوشوم القبلية البولينيزية أو المقاطع الصينية أو الفن الكلتي دون اعتبار لمعانيها في ثقافاتها الأصلية. يدعي منتقدو ممارسة الاستحواذ الثقافي أن إبعاد هذه الأيقونات عن سياقها الثقافي أو معاملتها كفنون سوقية أمر قد يؤدي لخطر إهانة الأشخاص الذين يحترمون تقاليدهم الثقافية ويرغبون بحفظها.
في أستراليا، ناقش فنانو السكان الأصليين طرح «علامة أصالة» لضمان معرفة المستهلكين بالأعمال الفنية التي تدعي كذبًا أنها معنية بالسكان الأصليين. اكتسب التحرك بهذا الاتجاه دفعًا بعد إدانة جون أولوغلين عام 1999 لبيعه لوحات وصفها كاذبًا بأنها أعمال الفنان ذائع الصيت كليفورد بوسوم تيابالتياري، وهو من السكان الأصليين. في كندا، حصلت الفنانة البصرية سو كولمان على انتباه سلبي إثر استحواذها على أساليب فنية خاصة بالسكان الأصليين ودمجها تلك الأساليب في أعمالها. وُصفت كولمان المتهمة «بنسخ وبيع أعمال فنية بأساليب السكان الأصليين» نفسها بأنها «مترجمة» لأشكال فنون السكان الأصليين، ما جلب لها مزيدًا من الانتقاد. أكد كاري نيومان المنتمي إلى قبائل كواكواكأواكو/ساليش في رسالته المفتوحة إلى كولمان على أهمية كون الفنانين مسؤولين في مجتمعات السكان الأصليين كترياق للاستحواذ الثقافي.
تاريخيًّا، حدثت أكثر الحالات محتدمة النقاش فيما يخص الاستحواذ الثقافي في أماكن ارتفاع نسب التبادل الثقافي إلى أقصاها، كما هو الحال على امتداد الطرق التجارية في جنوب غرب آسيا وجنوب شرق أوروبا. يقول بعض باحثي الإمبراطورية العثمانية ومصر القديمة إن التقاليد المعمارية العثمانية والمصرية لطالما ادعي بأنها عربية أو فارسية ومُدحت باعتبارها كذلك.

### الدين والروحانيات
انتقد العديد من الأمريكيين الأصليين ما يعدونه استحواذًا ثقافيًّا على أكواخ التطهير وطقوس البلوغ الخاصة بهم من قبل غير الأصليين، وحتى من قبل قبائل لم يكن في تقاليدها هذه الممارسات. يجادلون بأن هناك مخاطر سلامة حقيقية عندما تجري هذه المناسبات من قبل من لا يمتلكون السنوات العديدة من التدريب والاندماج الثقافي التي تتطلبها إدارتها بأمان، مشيرين إلى حالات الوفاة والإصابات التي حدثت في أعوام 1996، 2002، 2004، والعديد من الوفيات الشهيرة التي حدثت عام 2009.

### لغات الأقليات
يُعدّ استخدام لغات الأقليات أيضًا استحواذًا ثقافيًّا عندما يحصل غير المتحدثون بالغيلية الاسكتلندية أو الإيرلندية على وشوم بهاتين اللغتين. وبالمثل، فقد انتُقد استخدام الغيلية الاسكتلندية غير الصحيحة بطريقة رمزية موجهة لغير الناطقين بالغيلية في اللوحات الإعلانية والإشارات باعتباره أمرًا مهينًا للمتحدثين باللغة بطلاقة.
منذ بداية الألفينيات، بدأ الحصول على وشوم بالديوَناكري الهندية والأحرف الكورية أو المقاطع الصينية (التقليدية أو المبسطة أو اليابانية) يصبح أمرًا شائعًا بازدياد، غالبًا دون معرفة المعنى الفعلي للرموز المستخدمة.